# Національна премія України імені Тараса Шевченка — лауреати 2023 року
Список лауреатів Національної премії України імені Тараса Шевченка за 2023 рік

## Події навколо присудження премії
9 березня 2023 року на зустрічі Президента України Володимира Зеленського з діячами культури та мистецтва Голова Комітету з Національної премії України імені Тараса Шевченка Юрій Макаров від імені Комітету запропонував доповнити перелік номінацій для можливості відзначення творів, створених під час агресії Росії проти України, особливо з початку повномасштабного вторгнення, й на воєнну тему..
Президент доручив Комітету разом із Міністерством культури та інформаційної політики та Офісом Президента України розробити зміни до положення про премію. Був оголошений прийом заявок на участь у додатковому конкурсі. Премія «За внесок у перемогу» встановлюється на час воєнного стану в країні. Переможців додаткового конкурсу разом із переможцями третього туру 2023 року, вже визначеними Комітетом 15 лютого, планувалось оголосити разом в день перепоховання Кобзаря 22 травня 2023 року.
11 березня 2023 року було оприлюднено рішення Комітету від 15 лютого 2023 року за результатами третього туру голосування у номінаціях «Література», «Публіцистика, журналістика», «Літературознавство і мистецтвознавство», «Музичне мистецтво», «Кіномистецтво»:
- Калитко Катерина Олександрівна, поетеса — за книгу поезій «Орден мовчальниць»
- Компаніченко Тарас Вікторович, Бережнюк Максим Павлович, Данилейко Северин Володимирович, Крисько Ярослав Андрійович, Охрімчук Сергій Михайлович, виконавці гурту «Хорея Козацька» — за авдіоальбом «Пісні Української революції»
- Назаренко Михайло Йосипович, літературознавець — за книгу «Крім „Кобзаря“. Антологія української літератури. 1792—1883» у двох частинах
- Портніков Віталій Едуардович, журналіст — за публіцистичні статті та виступи останніх років
- Цілик Ірина Андріївна, режисерка — за документальний фільм «Земля блакитна, ніби апельсин».

Комітет підготував і вніс Президентові України подання про присудження Національної премії та проєкт відповідного Указу Президента України.
13 березня 2003 року Юрій Макаров склав повноваження голови Комітету з Національної премії України імені Тараса Шевченка у зв'язку з тим, що його особиста ініціатива доповнити список номінацій додатковими преміями «За внесок у перемогу» не знайшла підтримки серед членів Комітету з Національної премії, які вважають, що вона призведе до девальвації найвищої державної нагороди, підірве довіру до неї.
16 березня 2013 року 13 з 16 членів Комітету оприлюднили заяву, в якій зазначили, що, поставши перед наміром змінити правила Положення Національної премії імені Тараса Шевченка ad hoc, додати нові номінації та пришвидшити процедуру відбору, вони не бачать можливості продовжувати роботу і складають свої повноваження.
22 травня 2023 року Президент України Володимир Зеленський видав указ, яким призначив Євгена Нищука головою Комітету з Національної премії України імені Тараса Шевченка, увільнивши від виконання обов'язків голови Ю.Макарова, та доручив подати пропозиції щодо нового персонального складу Комітету.
28 липня 2023 року Президент України Володимир Зеленський видав указ, яким присудив Національну премію України імені Тараса Шевченка 2023 року переможцям, визначеним рішенням рішення Комітету від 15 лютого 2023; затвердити новий персональний склад Комітету з Національної премії України імені Тараса Шевченка; доручив Комітету провести конкурс на здобуття Національної премії України імені Тараса Шевченка 2024 року для відзначення видатних творів літератури і мистецтва, публіцистики і журналістики, присвячених героїчній боротьбі Українського народу під час збройної агресії Російської Федерації проти України.

## Лауреати
| Номінація                              | Лауреат | твір                                                                                   |
| -------------------------------------- | --- | -------------------------------------------------------------------------------------- |
| Література                             | Калитко Катерина Олександрівна, поетеса | за книгу поезій «Орден мовчальниць»                                                    |
| Публіцистика, журналістика             | Портніков Віталій Едуардович, журналіст | за публіцистичні статті та виступи останніх років                                      |
| Літературознавство і мистецтвознавство | Назаренко Михайло Йосипович, літературознавець | за книгу «Крім „Кобзаря“. Антологія української літератури. 1792—1883» у двох частинах |
| Музичне мистецтво                      | Компаніченко Тарас Вікторович, Бережнюк Максим Павлович, Данилейко Северин Володимирович, Крисько Ярослав Андрійович, Охрімчук Сергій Михайлович, виконавці гурту «Хорея Козацька» | за авдіоальбом «Пісні Української революції»                                           |
| Театральне мистецтво                   | — | —                                                                                      |
| Кіномистецтво                          | Цілик Ірина Андріївна, режисерка | за документальний фільм «Земля блакитна, ніби апельсин»                                |
| Візуальне мистецтво                    | — | —                                                                                      |

Розмір Національної премії України імені Тараса Шевченка на 2023 рік склав 429 тисяч гривень кожна.